# Агент Картер (фільм)
«Агент Картер» — американський короткометражний фільм знятий у 2013 році студією Marvel і розповсюджений Walt Disney Studios Home Entertainment. У фільмі розповідається про героїню коміксів, а саме, Пеґґі Картер. Це четвертий окремий короткометражний фільм Marvel One-Short у кіновсесвіті Marvel Cinematic Universe (MCU). Події розгортаються після фільму «Капітан Америка: Перший месник» (2011). У фільмі, знятому Луїсом Д'Еспозіто за сценарієм Еріка Пірсона, головні ролі виконали Гейлі Етвел, Бредлі Вітфорд і Домінік Купер. У короткометражці Пеґґі Картер вирушає на самостійну місію з пошуку таємничої сиворотки організації «Зодіак», стикаючись із проблемою гендерної нерівності у післявоєнні роки в організації, що була попередником  SHIELD (Щ.И.Т.).
Кінокомпанія Marvel працювала деякий час над персонажем, перш ніж Гейлі Етвел підписала контракт на головну роль, повторивши свою роль із фільмів «Капітан Америка». Д'Еспозіто, співпрезидент Marvel Studios та виконавчий продюсер фільму, мав на меті відтворити настрій фільму «Перший месник: Капітан Америка», надавши короткометражці сучасного супергеройського відчуття того часу. Фільм масштабніший, ніж попередні односерійні стрічки, із більшою кількістю бойових сцен та візуальних ефектів, ніж будь-коли раніше.
Короткометражний фільм отримав позитивні відгуки від критиків та глядачів після попереднього показу на фестивалі Comic-Con у Сан-Дієго. Він здобув нагороду Golden Reel Award. У відповідь на цю реакцію телеканал ABC замовив телесеріал «Агент Картер», який розвинув ідею короткометражки і виходив протягом двох сезонів із січня 2015 по березень 2016 року.

## Сюжет
Через рік після подій «Перший месник: Капітан Америка» агент Картер служить у Стратегічному науковому резерві (СНР). Вона зазнає дискримінації з боку свого керівника, агента Джона Флінна. Агент Флінн призначає її відповідальною за збір і розшифровку даних, натомість важливі місії доручає агентам-чоловікам. Головне занепокоєння СНР- таємна організація «Зодіак».
Однієї ночі, залишившись однією в офісі, Картер відповідає на телефонний дзвінок і дізнається місцезнаходження організації «Зодіак». Попри те, що було рекомендовано залучити від 3 до 5 агентів, Пеґґі вирішує вирушити на місце сама. Здолавши кількох охоронців, їй вдається самотужки отримати сироватку. Наступного дня Флінн робить їй зауваження за недотримання правил виконання місії. Однак, перш ніж він встигає винести їй офіційну догану, дзвонить телефон, а саме, Говард Старк, який повідомляє Флінну, що Картер стане одним з керівників нової організації  SHIELD (Щ.И.Т.)

## У ролях

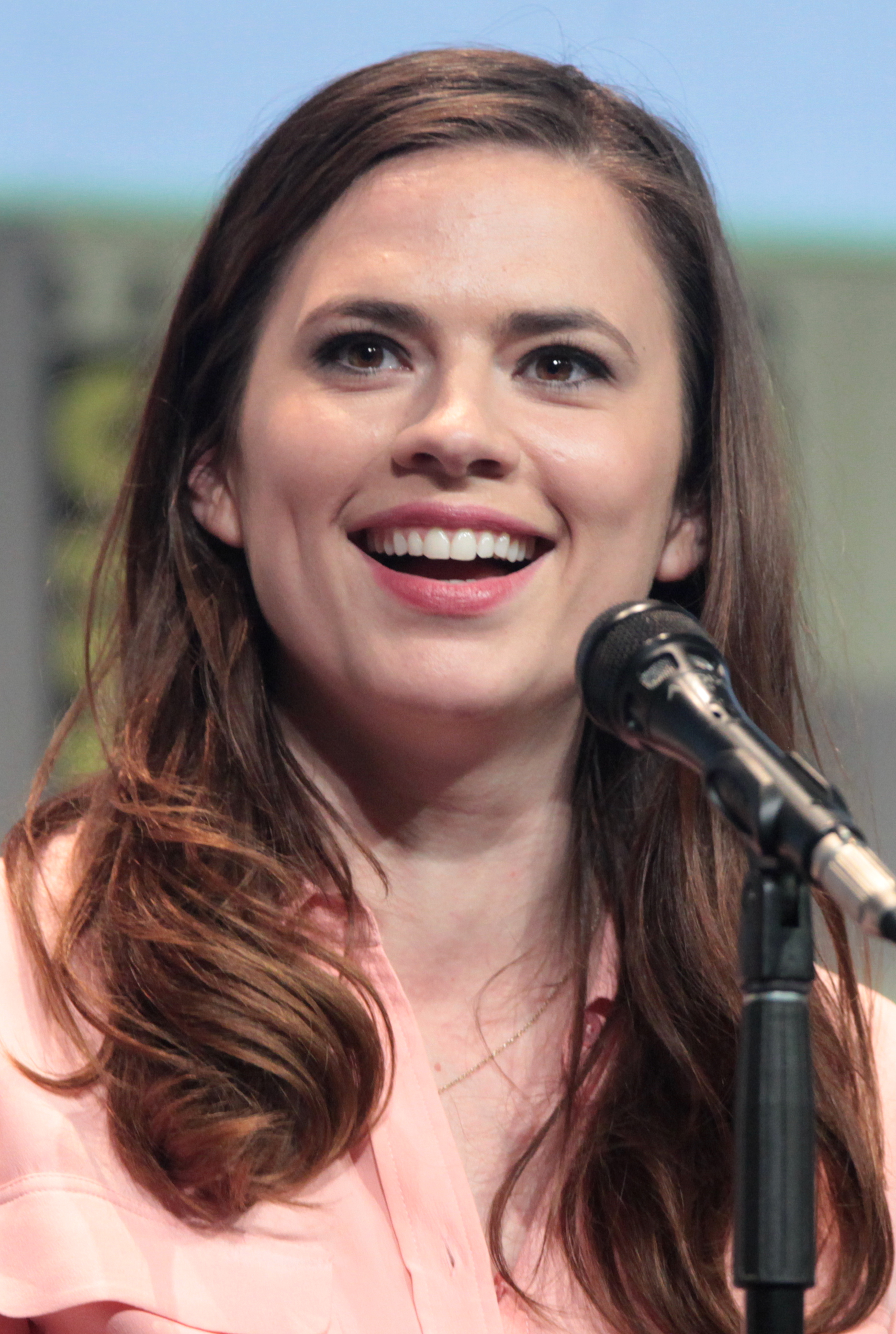
Знімання короткометражки розпочали, коли Гейлі Етвел погодилася повторити свою роль із фільму «Капітан Америка: Перший месник».

- Гейлі Етвел в ролі Пеггі Картер[10] : Знімання короткометражки розпочали, коли Гейлі Етвел погодилася повторити свою роль із фільму «Капітан Америка: Перший месник».Агент СНР, змушена після Другої світової війни займатися аналізом даних і розшифровкою кодів. Гейлі Етвел повторює роль своєї героїні із фільму «Капітан Америка: Перший месник». Режисер Луїс Д'Еспозіто заявив, що Marvel завжди хотіли зняти короткометражку для Пеггі Картер, оскільки персонаж був одним з улюблених у фанатів.
- Бредлі Вітфорд у ролі Джона Флінна: Бос Пеггі з СНР.
- Домінік Купер в ролі Говарда Старка: Співголова та співзасновник SHIELD (Щ.И.Т.). Домінік Купер повторює свою роль із фільму «Капітан Америка: Перший месник».

Ніл Мак-Дона повертається до ролі «Дум Дум» Дугана з попередніх фільмів кіновсесвіту Marvel, а Кріс Еванс з'являється в ролі Стіва Роджерса / Капітана Америки в архівних кадрах з «Капітан Америка: Перший месник».

## Музика
Композитор Крістофер Леннерц, який раніше співпрацював з Луїсом Д'Еспозіто над короткометражним фільмом "Зразок 47", написав музику до "Агент Картер". Як і у випадку з іншими короткометражними фільмами, Д'Еспозіто хотів, щоб музика відображала час, коли відбуваються події, але водночас мала ноти сучасного звучанням. Тому він відправив Ленерцу пісню Джонні Ріверса "Secret Agent Man" як референс-трек, хоча він і вийшов у 1960-х роках. Пісня мала саме той настрій, який шукав Д'Еспозіто.

## Відгуки
Розі Флетчер з Total Film високо оцінила гру Етвел та зазначила, що короткометражка була добре сприйнята глядачами Comic-Conі. Розі поділилася думками про те, що короткометражка виглядає чудово та містить кілька моментів, що можуть викликати у нас ейфорію. Енді Хансейкер із Crave Online поставив короткометражці 8,5 балів із 10, назвавши її веселою роботою, яка дає головній героїні те, на що вона заслуговує, і сподівається, що після цього фільму Marvel зосередить більше уваги на жінках. Скотт Коллура з IGN назвав Етвел жінкою-супергероєм на великому екрані, на яку ми так довго чекали. На його думку, ця короткометражка стала концепцією, яка довела, що проєкт про супергероя-жінку може спрацювати, а також те, що Етвел ніколи не втрачає зв'язок зі своєю жіночою стороною.
Movie Ramblings у своїй рецензії на фільм назвали його найкращим односерійним фільмом Marvel на сьогоднішній день, відзначивши короткий, гострий і дотепний сценарій, змішаний з не менш гострим екшеном. Портал Flickering Myth описав короткометражку як хорошу, компактну історію, яка дарує нам багато чудових моментів із персонажами.
Короткометражний фільм здобув нагороду Golden Reel Award за найкращий монтаж звуку та музики.

## Телесеріал
Натхненний короткометражним фільмом з Гейлі Етвел у ролі Пеґґі Картер, телеканал ABC замовив телесеріал «Агент Картер» від Marvel 8 травня 2014 року, а перший сезон почав виходити 6 січня 2015 року. Домінік Купер і Ніл Мак-Дона повернулися до своїх ролей Старка і Дугана в серіалі. Режисером першої серії став Д'Еспозіто, а Крістофер Леннерц повернувся до написання музики. Серіал був створений Крістофером Маркусом і Стівеном МакФілі, сценаристами фільмів про Капітана Америку. Дія першого сезону серіалу розгортається у період, коли Пеггі працювала у СНР. Вона таємно допомагає Старку з виконанням місії, без відома СНР. Серіал було продовжено на другий сезон 7 травня 2015 року. Другий сезон складався з 10 епізодів. ABC скасував Agent Carter 12 травня 2016 року.